# Kloster St. Pauli (Minden)

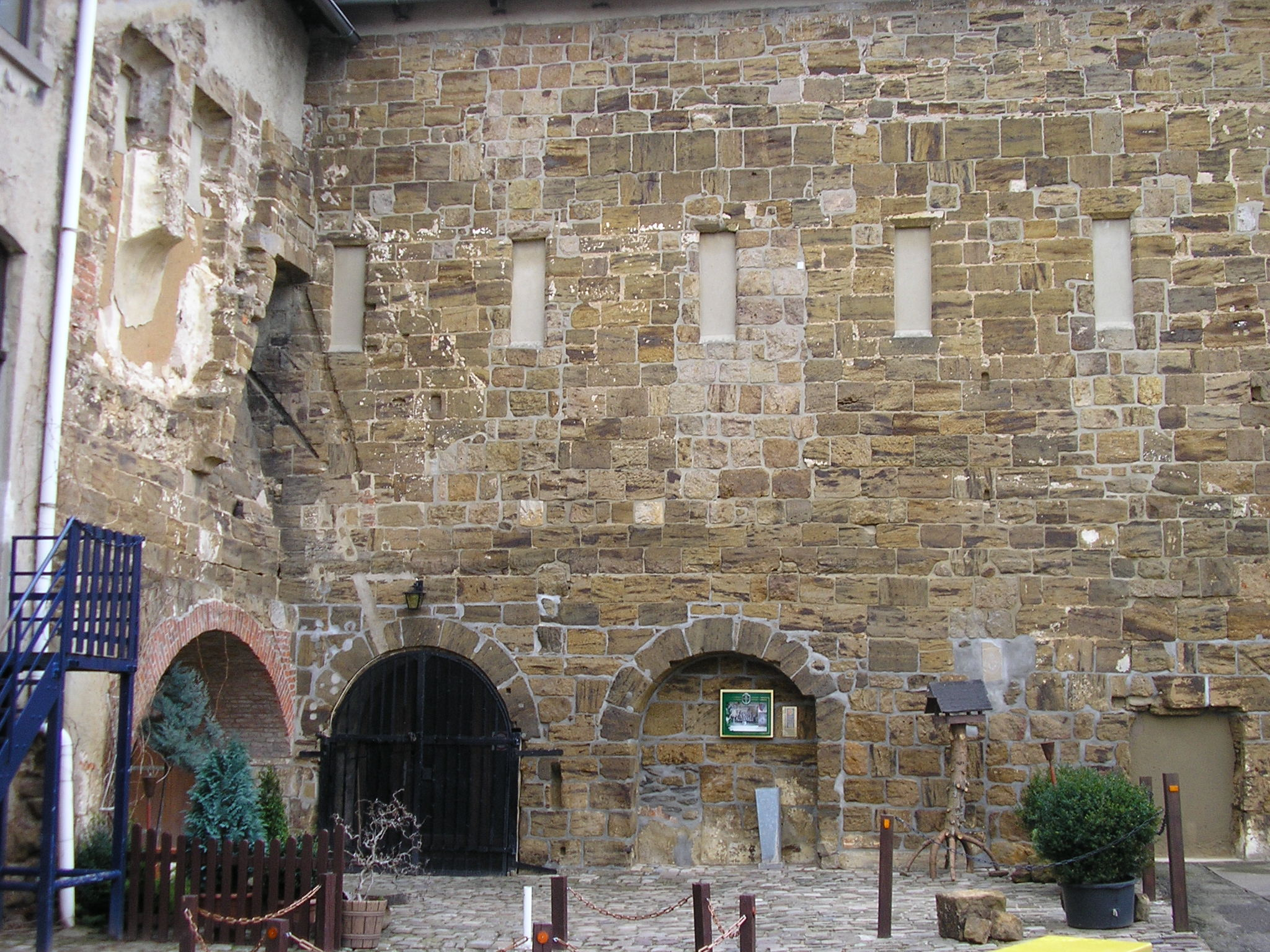
Die Überreste des Dormitoriums von St. Pauli

Das Kloster St. Pauli war ein Konvent der Dominikaner in der ostwestfälischen Stadt Minden im Kreis Minden-Lübbecke. Erhalten haben sich Teile des Dormitoriums an der Alten Kirchstraße.

## Geschichte
Die genauen Gründungsumstände des Mindener Bettelordenskonvents der Dominikaner sind nicht bekannt. Vermutlich geschah die Gründung des Klosters 1236, aber bereits ab 1231 waren Dominikanerbrüder auf Veranlassung der römischen Kurie in Minden tätig. 1260 erfolgte die Weihe der Klosterkirche durch den Mindener Bischof Wedekind. 1293 wurde Bischof Volquin von Schwalenberg und 1368 Otto II. von Wettin in der Kirche beigesetzt. Der Geschichtsschreiber Heinrich von Herford lebte im Kloster. Mitglied des Klosters waren auch Hermann von Lerbeck, Hermann von Minden, Gerhard von Minden und insbesondere Bischof Otto I. von Minden.
1530 übergaben die Brüder gegen Wohnrecht in einem Flügel das Kloster der Stadt, die es schließlich aufteilen ließ und im östlichen Bereich die Vorläuferschule des heutigen Ratsgymnasiums einrichtete. Letztlich kam es im Zuge der Reformation zur Auflösung des Klosters. 1736 wurde die Kirche der reformierten Gemeinde übergeben, ihr Abbruch erfolgte schließlich 1777. Das Gymnasium war im ehemaligen Klosterflügel bis zum Neubau eines Schulgebäudes an der Immanuelstraße 1880 untergebracht. Im ehemaligen Dormitorium war ab 1766 eine Zuckerfabrik eingerichtet, die von Friedrich dem Großen privilegiert war. 1885 zog eine Zigarrenfabrik ein.

## Bau und Anlage
Die Kirche des Mindener Konvents, ein gewölbter Saalbau, war neben der Dominikanerkirche in Soest die älteste Bettelordenskirche in Westfalen und lag an der Stelle des heutigen Schulgebäudes. Der noch erhaltene Westflügel der Klostergebäude beherbergte Dormitorium und Remter. Im Erdgeschoss sind Gewölbejoche des Kreuzgangs erhalten, im Obergeschoss auf der Westseite kleine rechteckige Fenster, die zu Schlafräumen der Mönche gehört haben dürften. Eine ausführliche archäologische Grabung hat noch nicht stattgefunden.